# 施德來

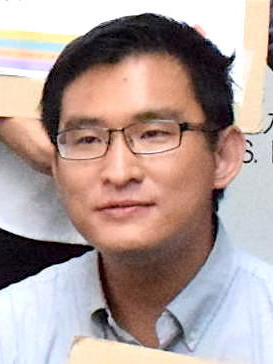
施德來出席民協記者會（2016年11月）

施德來（英語：Sze Tak-loy，1982年8月10日—）為香港民主派政治人物，前香港民主民生協進會主席，前香港黃大仙區議會東美選區議員。

## 簡歷
2011年香港區議會選舉，深水埗區議會的元州及蘇屋選區的議席由民建聯成員陳偉明、民協成員施德來以及社會民主連線、社會主義行動成員鄧美晶爭奪，最終陳偉明以3,403票擊敗施、鄧二人勝出。施是屆選舉期後轉到東美選區服務。
2015年11月，施德來在2015年香港區議會選舉黃大仙區議會東美選區，接替民協元老莫應帆，今次同樣面對來自民建聯的對手，左派派出末代委任區議員黃國恩出戰。經過數年耕耘以及在莫應帆和民協多年來的地區基礎下，以大多數選票（即2894票）擊敗民建聯黃國恩，成功從莫手中接棒。而黃國恩則成為最後一位選擇連任，但最後敗選的委任議員。
2016年12月29日，施德來接替民協因2016年香港立法會選舉失利而請辭民協主席的莫嘉嫻。
2019年11月，施德來在2019年香港區議會選舉黃大仙區議會東美選區競逐連任，施德來以二千多票之差的大多數得票（即以4854票）擊敗民建聯運動教練楊光富，成功連任。
2020年3月，施德來在立場新聞撰文，發表民協就2020年香港立法會選舉的民主派初選方案。
施德來並參與戴耀廷牽頭的民主派九龍東選區的協調會議。
2020年7月11-12日，民主動力舉行初選，報名參與九龍東初選的施德來排名第六，未能出線。

### 議會工作
- 區議會議員（2016-2021）
- 地區設施管理委員會委員（2016-）
- 交通及運輸事務委員會委員（2016-）
- 房屋事務委員會委員（2016-）
- 食物環境衞生事務委員會委員（2016-）

### 歷屆選舉結果
| 政党   | 政党   | 候选人    | 票数  | %     | ±      |
| ------ | ------ | --------- | ----- | ----- | ------ |
|        | 民建聯 | ①. 楊光富 | 2,314 | 32.28 | 不適用 |
|        | 民協   | ②. 施德來 | 4,854 | 67.72 | +3.28  |
| 多数票 | 多数票 | 多数票    | 2,540 | 35.44 | 不適用 |

| 政党   | 政党   | 候选人    | 票数  | %     | ±      |
| ------ | ------ | --------- | ----- | ----- | ------ |
|        | 民協   | ①. 施德來 | 2,894 | 64.44 | 不適用 |
|        | 民建聯 | ②. 黃國恩 | 1,597 | 35.56 | 不適用 |
| 多数票 | 多数票 | 多数票    | 1,297 | 28.88 | 不適用 |

| 政党   | 政党                | 候选人    | 票数  | %     | ±      |
| ------ | ------------------- | --------- | ----- | ----- | ------ |
|        | 社民連/社會主義行動 | ①. 鄧美晶 | 493   | 8.44  | 不適用 |
|        | 民協                | ②. 施德來 | 1,947 | 33.32 | 不適用 |
|        | 民建聯              | ③. 陳偉明 | 3,403 | 58.24 | 不適用 |
| 多数票 | 多数票              | 多数票    | 1,456 | 24.92 | 不適用 |

## 資料來源
1. ↑  梁嘉瑜. . 香港01. 2016-12-29  [2020-11-03]. （原始内容存档于2018-09-12） （中文（香港））.
2. ↑  . 香港選舉管理委員會. 2015-11-23  [2020-04-17]. （原始内容存档于2019-11-28） （中文（香港））.
3. ↑  . 獨立媒體 inmediahk.net. 2015年10月12日  [2020年8月5日]. （原始内容存档于2017年10月15日） （中文（香港））.
4. ↑  . 香港選舉管理委員會. 2019-11-25  [2020-04-17]. （原始内容存档于2019-11-28） （中文（香港））.
5. ↑  . thestandnews.com. 2020-03-09  [2020-04-17]. （原始内容存档于2020-11-28） （中文（香港））.
6. ↑  . thestandnews.com. 2020-03-19  [2020-11-17]. （原始内容存档于2020-11-28） （中文（香港））.

## 外部連結
- 施德來的Facebook專頁
- 施德來的日記簿的Facebook專頁
- 黃大仙區議會 - 黃大仙區議會議員資料 施德來先生（页面存档备份，存于）

| 議會席位      | 議會席位                                               | 議會席位      |
| ------------- | ------------------------------------------------------ | ------------- |
| 前任： 莫應帆 | 黃大仙區議會 東美選區區議員 2016年1月1日—2021年7月8日  | 空缺          |
| 政黨職務      |                                                        |               |
| 前任： 莫嘉嫻 | 民 香港民主民生協進會主席 2016年12月29日—2021年3月17日 | 繼任： 廖成利 |